# Nguyễn Châu Sơn
Nguyễn Châu Sơn (sinh năm 1951), là một Nghệ sĩ nhân dân người Việt Nam. Ông là giảng viên, chủ nhiệm khoa Dây của Học viện Âm nhạc quốc gia Việt Nam từ năm 1997 cho đến khi nghỉ hưu năm 2011.
Ông là một trong số ít những nghệ sĩ được phong tặng danh hiệu Giáo sư, tiến sĩ và nghệ sĩ nhân dân với lĩnh vực âm nhạc cổ điển, đặc biệt là trong Violin, cùng với nghệ sĩ Tạ Bôn, Ngô Văn Thành.

## Tiểu sử
Nguyễn Châu Sơn sinh năm 1951 tại Hà Nội, là thành viên trong một gia đình có truyền thống làm nghệ thuật. Cha ông là Nguyễn Văn Chi, một trong những chỉ huy đầu tiên của Dàn nhạc Dân tộc Trung ương. Từ nhỏ, ông đã được sống trong môi trường nghệ thuật tại Khu văn công Mai Dịch (Cầu Giấy, Hà Nội). Ông từng được xem vở nhạc múa đầu tiên của Việt Nam là vở "Tấm Cám" do cha ông và nhạc sĩ Nguyễn Văn Thương sáng tác, với biên đạo múa là chuyên gia đến từ Cộng hoà dân chủ nhân dân Triều Tiên. Đây cũng là tác phẩm nghệ thuật có ảnh hưởng lớn, khơi mở niềm đam mê với nghệ thuật của ông.
Năm 1960, ông thi đỗ vào Trường Âm nhạc Việt Nam (nay là Học viện Âm nhạc Quốc gia Việt Nam). Ông được học đại học chính quy về violin khóa đầu tiên của trường do hai giáo sư Bích Ngọc và Tạ Bôn giảng dạy. Sau khi tốt nghiệp, ông được giữ lại trường và được làm giáo viên dạy đại học. Sau đó, ông được cử đi học sau đại học tại Hungary trong 3 năm.
Giai đoạn 1965 - 1969, trường âm nhạc sơ tán về Bắc Giang, khi ấy mới học trung cấp, nhưng Châu Sơn đã đi biểu diễn tại các quân khu, các đơn vị bộ đội. Bên khí nhạc có ông, giáo sư Ngô Văn Thành, nghệ sĩ violin Bùi Công Thành, nhạc sĩ Phú Quang khi ấy đang là nhạc công chơi kèn. Trong thời gian học đại học từ năm 1970 đến năm 1975, ông đã vinh dự 3 lần được biểu diễn báo cáo kết quả học tập tại Nhà hát Lớn.
Nghệ sĩ nhân dân Nguyễn Châu Sơn nghỉ hưu từ năm 2011 nhưng ông vẫn hoạt động nghệ thuật thường xuyên và hiện là giảng viên của Học viện Âm nhạc Quốc gia Việt Nam. Ông được nhà nước trao tặng danh hiệu Nghệ sĩ nhân dân năm 2015.